# Astigmatismo
Astigmatismo é um tipo de erro refrativo em que o olho não consegue focar a luz na retina de forma uniforme. Isto faz com que a pessoa veja de forma distorcida ou desfocada a qualquer distância. Entre outros possíveis sintomas estão a fadiga ocular, dores de cabeça e dificuldade em conduzir veículos durante a noite. Quando o astigmatismo surge na infância pode causar ambliopia.
As causas do astigmatismo não são ainda claras. Acredita-se que possa estar parcialmente relacionado com fatores genéticos. O mecanismo subjacente envolve uma curvatura irregular da córnea ou anormalidades no cristalino. O diagnóstico é feito com um exame ocular.
Existem três opções de tratamento: óculos, lentes de contacto e cirurgia ocular. Os óculos são o tratamento mais simples, embora as lentes de contacto ofereçam maior campo visual. A cirurgia refrativa altera de forma permanente a forma do olho.
Na Europa e na Ásia o astigmatismo afeta entre 30 e 60% dos adultos. A condição afeta pessoas de todas as idades. A condição foi descrita pela primeira vez por Thomas Young em 1801.